# Седжвіківілл (Міссурі)
Седжвіківілл (англ. Sedgewickville) — селище (англ. village) в США, в окрузі Боллінджер штату Міссурі. Населення — 191 особа (2020).

## Географія
Седжвіківілл розташований за координатами 37°30′53″ пн. ш. 89°54′22″ зх. д. / 37.51472° пн. ш. 89.90611° зх. д. (37.514614, -89.906018).  За даними Бюро перепису населення США в 2010 році селище мало площу 1,66 км², уся площа — суходіл.

## Демографія
Згідно з переписом 2010 року, у селищі мешкали 173 особи в 61 домогосподарстві у складі 41 родини. Густота населення становила 104 особи/км².  Було 68 помешкань (41/км²).
Расовий склад населення:
| - 100,0 % — білих |

До двох чи більше рас належало 0,0 %. Частка іспаномовних становила 1,7 % від усіх жителів.
За віковим діапазоном населення розподілялося таким чином: 28,9 % — особи молодші 18 років, 63,6 % — особи у віці 18—64 років, 7,5 % — особи у віці 65 років та старші. Медіана віку мешканця становила 30,5 року. На 100 осіб жіночої статі у селищі припадало 98,9 чоловіків;  на 100 жінок у віці від 18 років та старших — 108,5 чоловіків також старших 18 років.
Середній дохід на одне домашнє господарство  становив 67 756 доларів США (медіана — 49 375), а середній дохід на одну сім'ю — 68 460 доларів (медіана — 50 000). Медіана доходів становила 38 125 доларів для чоловіків та 38 250 доларів для жінок. За межею бідності перебувало 15,3 % осіб, у тому числі 21,3 % дітей у віці до 18 років та 0,0 % осіб у віці 65 років та старших.
Цивільне працевлаштоване населення становило 123 особи. Основні галузі зайнятості: виробництво — 43,1 %, науковці, спеціалісти, менеджери — 14,6 %, роздрібна торгівля — 13,0 %, освіта, охорона здоров'я та соціальна допомога — 13,0 %.